# Javier (Navarra)
Javier (Xabier en euskera batua y en navarroaragonés, Xabierre en los dialectos salacenco y roncalés) es una villa y municipio español de la Comunidad Foral de Navarra, situado en la merindad de Sangüesa, en la Comarca de Sangüesa. Su población en 2024 fue de 111 habitantes (INE).
Es famosa principalmente por ser la villa que vio nacer a San Francisco Javier, en el castillo homónimo y no debe confundirse con su ciudad hermanada de San Javier (Murcia).
Al actual término municipal pertenece el antiguo municipio y ahora conjunto histórico de Peña.

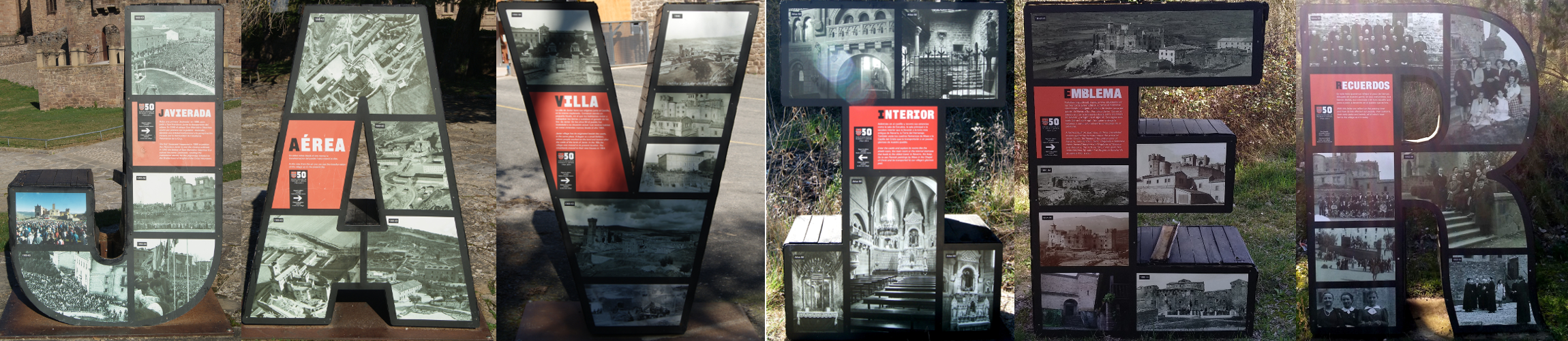
Letras expositores con motivo del 50 aniversario del traslado del pueblo de Javier (1964-2014) que jalonan el camino entre el castillo y el pueblo.

## Toponimia
El nombre de Javier proviene del euskera "etxeberri" que significa "casa nueva" (-etxe: casa; -berri: nuevo). [cita requerida]. 
El nombre guarda relación con localidades como Lumbier o Javerri (en Lónguida); o Javierre (cerca de Bielsa), Javierre del Obispo, Javierregay, Javierrelatre, en La Jacetania, o posiblemente con Ejea de los Caballeros o Alcubierre ya en el Aragón más meridional.
El gentilicio de Javier es javierino o javierina.

## Símbolos
El escudo de armas de la villa de Javier tiene el siguiente blasón:

Fajado de una faja jaquelada de oro y sable de ocho puntos, el jefe de gules cargado de un creciente ranversado de plata sobrepuesto a otro mayor de oro y sable, la punta de plata. Bajo la faja un ceñidor de una sola fila de jaqueles de oro y sable contrapuestos a los de la "faja".

Era el escudo de la familia Aznárez de Sada, señores de Javier. Así era descrito en el «Libro Antiguo de los Escudos de Navarra» y probablemente sea éste uno de los blasones mejor conocidos del mundo, ya que aparece ampliamente reproducido en estampas, insignias, medallas, etc. No obstante en la alcaldía de Javier se ha venido usando un sello con las cadenas de Navarra.

## Historia
No es posible, en gran medida, disociar el devenir histórico del pueblo de Javier de su castillo. Es más, la fuerte vinculación del nombre con la fortaleza hace desaparecer u olvidar la existencia del núcleo urbano. También, al trasladarse los vecinos a las nuevas casas construidas en los años 60, puede crear la sensación de ser un pueblo reciente, cuando realmente es una población tan longeva en la historia como el castillo. Incluso, hasta principios del siglo XX, era un pequeño feudo cuyos habitantes estaban al servicio de los señores de Javier.

### Época antigua y medieval
Cerca del actual emplazamiento, se sitúan varias elevaciones en los altos de Javier, como El Castellar, al este. En este punto se ubicaba el homónimo castro del Castellar, a 621 metros de altura y con un perímetro de 182 metros, protegido en tres de sus lados por murallas sobre taludes inclinados que facilitaban su defensa. Se considera que existe una población permanente desde el siglo V a. C. con vestigios constatados de tradición celta mezclados con cerámicas posteriores de la íbera, así como romana con terra sigillata. Su posición geoestratégica, con visibilidad de Leire, Rocaforte, Gallipienzo, Ujué y Sos del Rey Católico explica la permanencia del núcleo habitado.
En el siglo X, con las victoriosas campañas de Sancho Garcés I, natural de Rocaforte, la vieja Sangüesa, facilitan que la peligrosa frontera musulmana avance hacia las Bardenas y riberas del Aragón, Arga y Ega alejando el peligro y conllevando un cambio de la población del Castellar de un paraje en altura, e incómodo, a otro más confortables. Tres son los que surgieron en las cercanías: Ull (un cerro a dos km de Sangüesa), Lerda, entre en el valle de Javier y la Valdonsella y un tercer emplazamiento que «recibió el significativo nombre de Echeberri, Echeverri, Xabierre, Xavier: “casa nueva” en vascuence o euskera». Todavía en 1521 el Castellar era recordado por los pastores roncaleses como el viejo emplazamiento de Javier.
En 1035 se sabe que Javier y comarca pertenecían al reino de Pamplona, pero la herencia de Sancho Garcés III, el Mayor, en la que Ramiro recibió el territorio de Aragón, incluía la Valdonsella (con Sangüesa y el valle de Javier-Undués incluidos). Situación que duró hasta 1076 en que Pamplona y Aragón tuvieron un único rey, Sancho Ramírez, y las fronteras se diluyeron.
En 1217 aparece Javier en manos del noble alavés, de la familia de los Vela, don Ladrón. Había sido su padre, Pedro Ladrón quien dirigió el ataque aragonés contra Navarra en 1198. Pudo ser el señorío de Javier el premio que le concedió Pedro II de Aragón por tales servicios. Tras varias vicisitudes y préstamos, acabó en manos del propio rey Sancho el Fuerte, y, por ende, le ayudó a reforzar las fronteras del reino.
Con el tiempo este señorío, de los Aznarez de Sada, acabó en la familia materna de Francisco de Javier. Su madre, María de Azpilicueta, nació aquí en 1464, y, como heredera de su linaje, al casarse con Juan de Jaso hacia 1483, se convirtieron en señores de Javier, Azpilicueta e Idocin.

### Época contemporánea
El pueblo antiguo estuvo situado sobre lo que actualmente es la explanada del castillo. Era un pueblo de carácter feudal, perteneciente a los Señores de Javier. En 1964, por recomendación del Padre José María Recondo, y para ganar espacio ante la creciente afluencia de peregrinos, se construyó un nuevo núcleo urbano paso previo al derribo del viejo, en 1965, para ganar espacio delante del castillo.
El 6 de noviembre de 1982 el Papa Juan Pablo II visitó la localidad de Javier en el curso de su primer viaje apostólico a España. En aquella ocasión se contabilizaron 80 000 peregrinos.
Desde 1984 esta localidad está hermanada con San Javier (Murcia).

## Geografía
La localidad de Javier está situada en la parte oriental de La Comunidad Foral de Navarra, a una altitud de 465 m s. n. m. Su término municipal tiene una superficie de 46,7 km² dividido en dos partes separadas por el término municipal de Sangüesa: la zona propia e históricamente de Javier y el término del antiguo pueblo de Peña.
En lo referente a la parte donde se ubica la villa, limita al norte con el municipio de Yesa, al oeste con el de Liédena y el río Aragón, al sur con el de Sangüesa y al este con la provincia de Zaragoza en la comunidad autónoma de Aragón.
Al igual que el castillo, está ubicado en un pequeño valle, de unos 30 km², de forma rectangular, formado por pequeñas sierras cuya altura varía entre los 600 y los 900 m s. n. m., salvo en la parte meridional con una llanura que le separa de la sierra de Undués. Está en una comarca con dos grandes sierras, la sierra de Leire, al norte, y la sierra de Peña, al sur, que delimitan el espacio. El río del Arco, que forma este valle de Undués-Javier, desagua en el cercano río Aragón.

## Demografía
Javier cuenta con una población de 111 habitantes (INE 2024).
| Gráfica de evolución demográfica de Javier entre 1842 y 2021 |
| |
| Población de derecho según los censos de población del INE Población de hecho según los censos de población del INEEntre el censo de 1857 y el anterior, crece el término del municipio porque incorpora a 315094 (Peña), 315096 (Rocafuerte) |

A mitades del siglo XIX, según Madoz, tenía 17 casas, 17 vecinos y 98 almas. Hasta mediados del siglo XX, de los 354 habitantes, 238 vivían en Javier, 70 en Peña y 46 en Torre de Peña. En años posteriores, como 2008, de los 112 habitantes, 97 residían en Javier y 15 en Torre de Peña, mientras que Peña ya era un despoblado.

## Cultura

### Patrimonio

#### Monumentos civiles
- Castillo de Javier cuyas tres plantas contienen el museo donde se presenta al visitante la figura de su santo e ilustre vecino, su vida, así como la historia del castillo mismo.[24]
- Escultura de San Francisco Javier, del escultor Faustino Aizkorbe, en la plaza del Santo, frente al ayuntamiento.

#### Monumentos religiosos
- Parroquia y abadía de la Anunciación, fundada por los padres de Francisco, Juan de Jaso y María de Azpilicueta, en 1500. Durante cuatro décadas (1971-2011) ha sido monasterio de las Oblatas de Cristo Sacerdote.[25]
- Basílica de Javier.

Monumentos religiosos y civiles de Javier
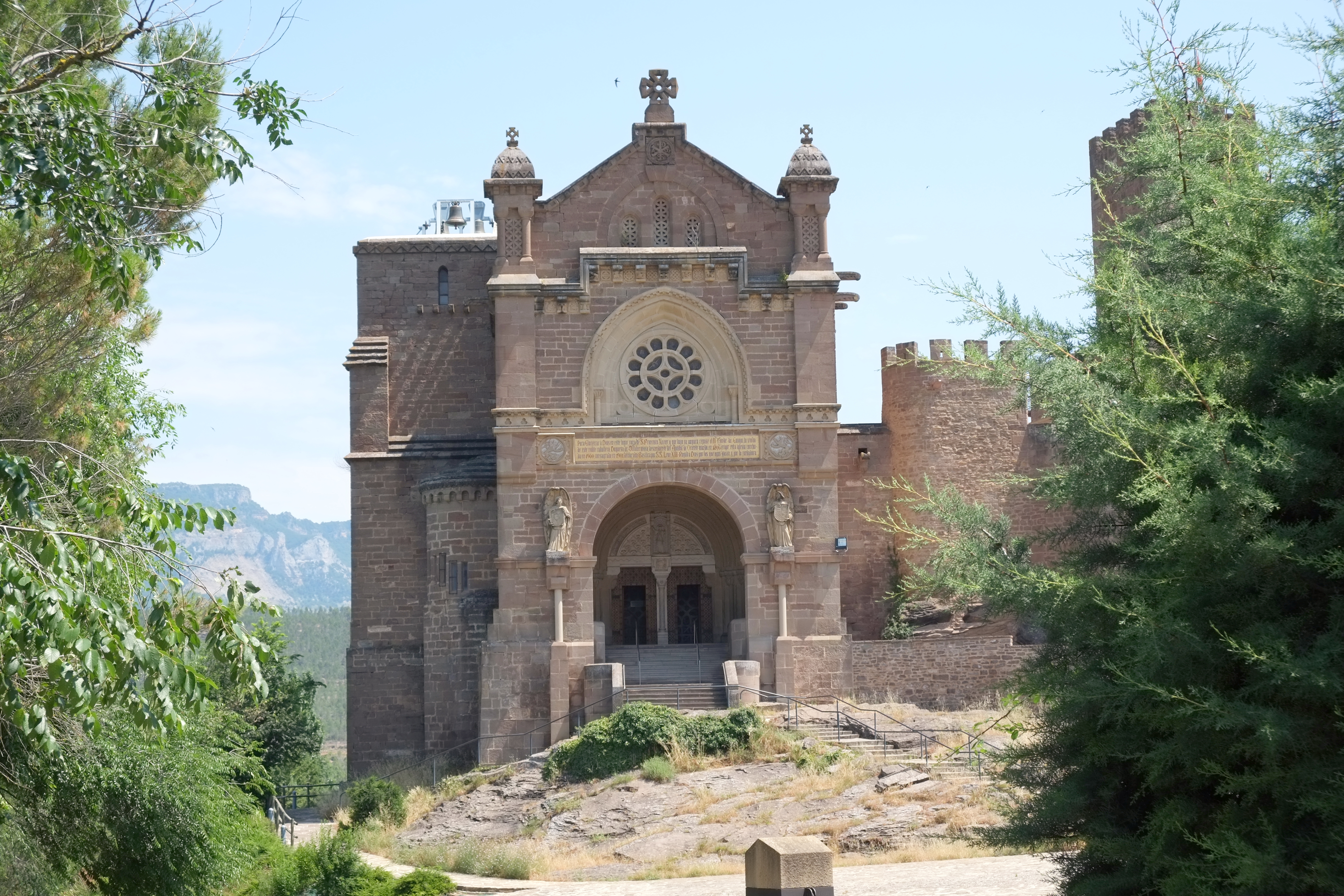
Basílica de Javier, aneja al castillo
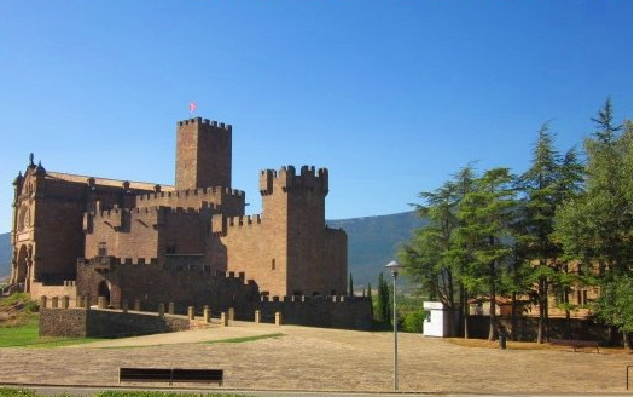
Castillo de Javier
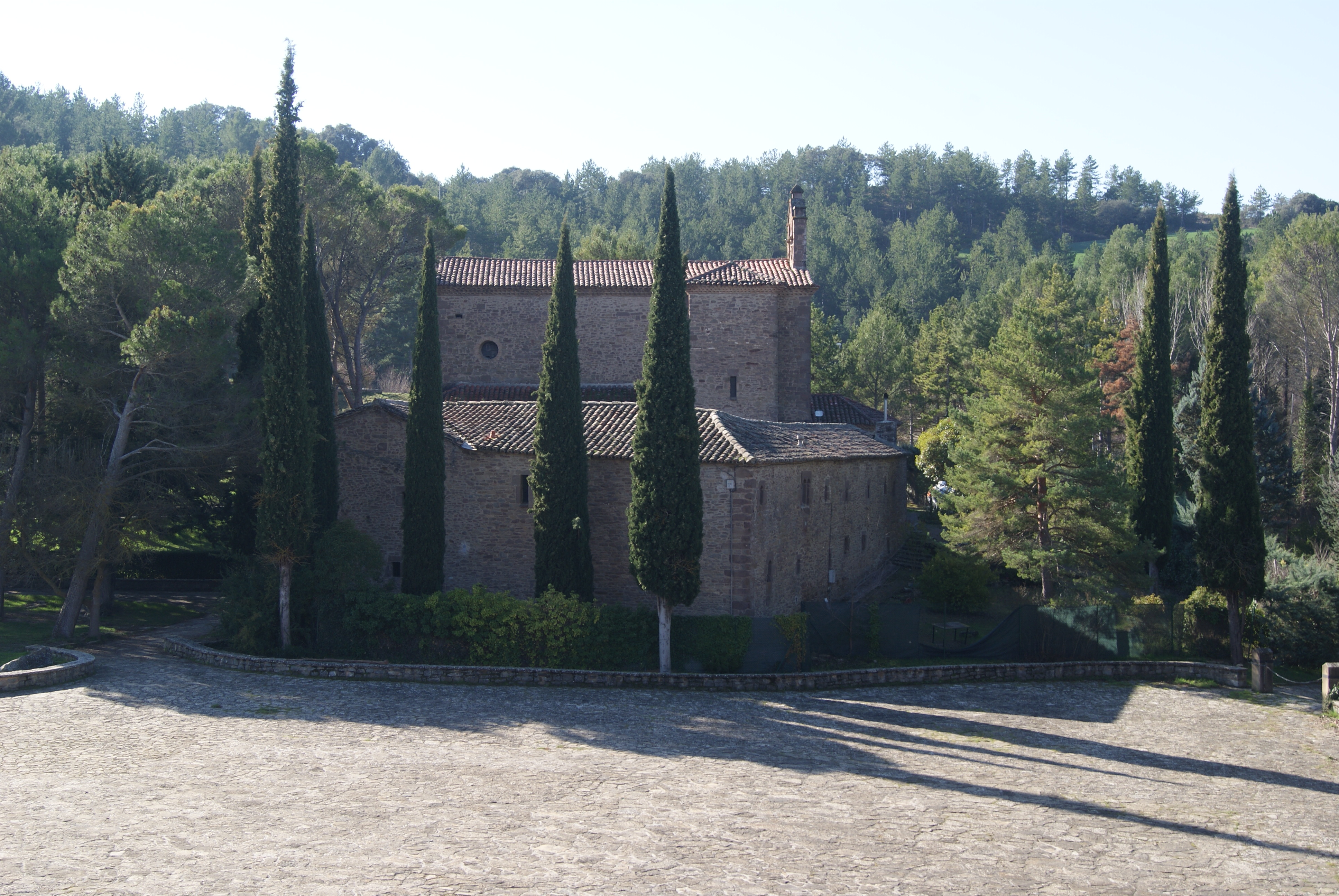
Iglesia parroquial y abadía
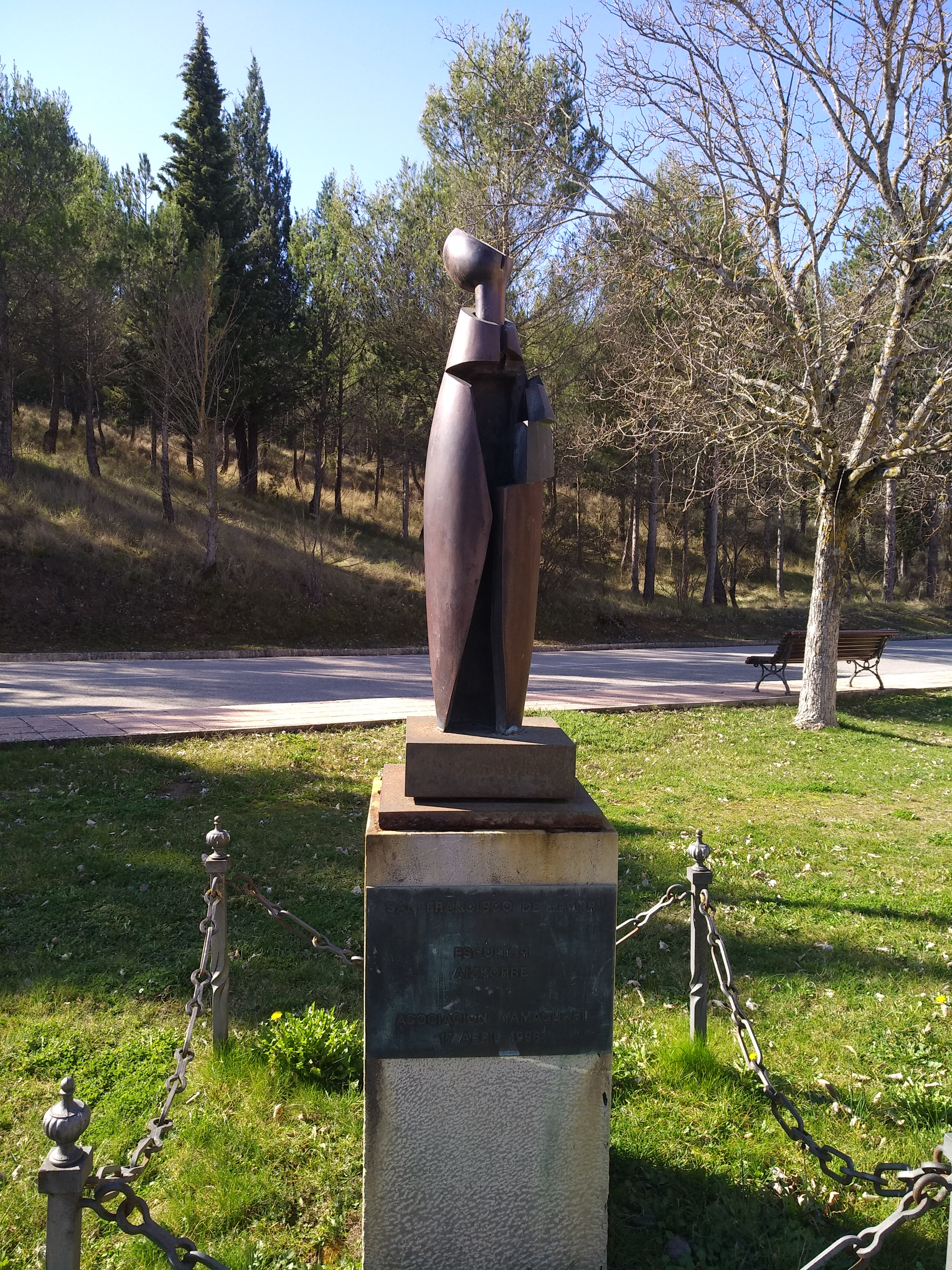
Escultura de Faustino Aizcorbe representando a San Francisco de Javier
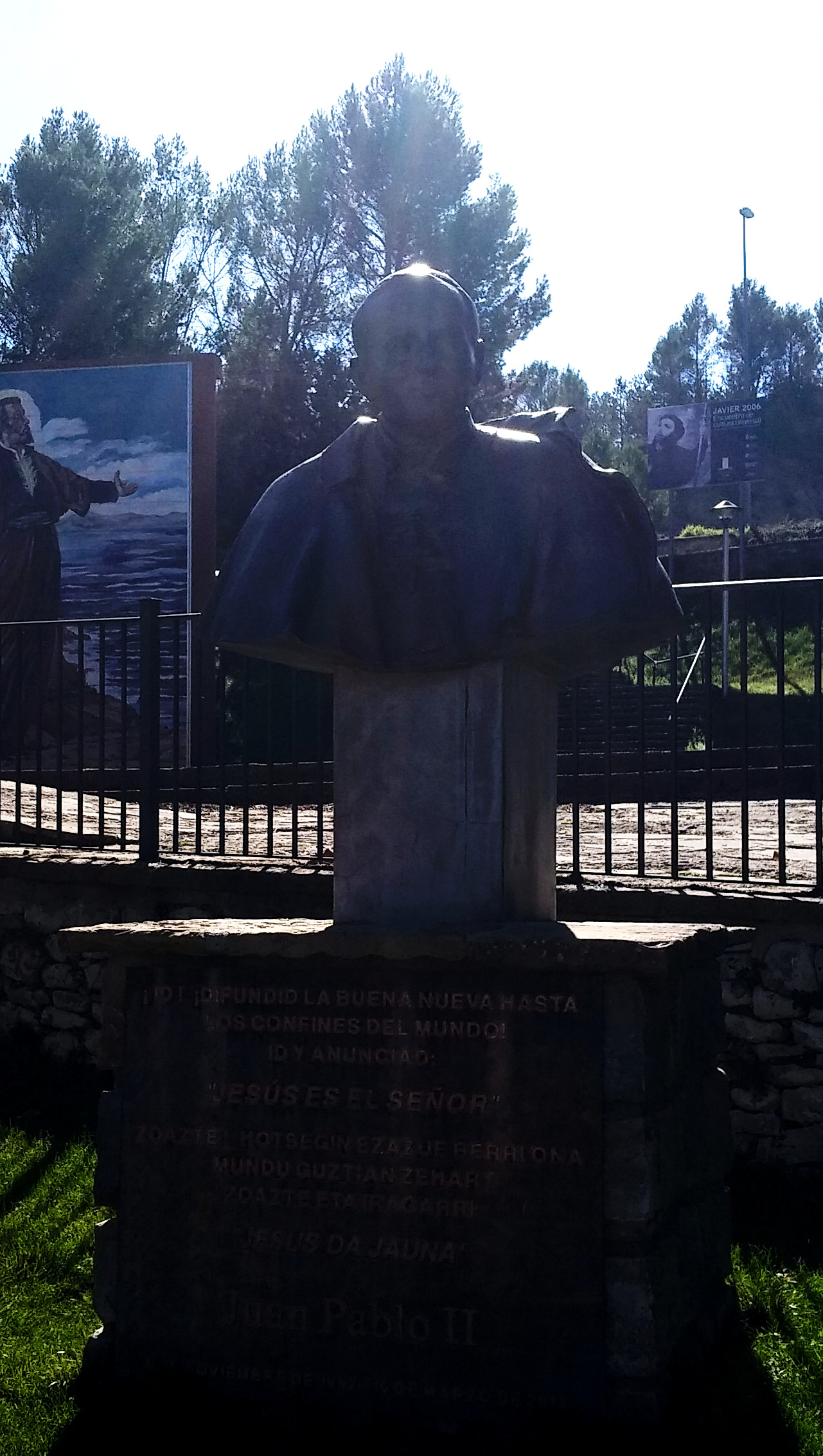
Busto Juan Pablo II en la explanada de Javier
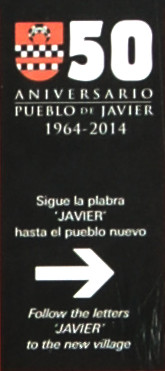
Conmemoración del 50.º aniversario del nuevo Pueblo de Javier (1964-2014).

### Fiestas y eventos
El castillo de Javier es sede de una multitudinaria peregrinación a principios de marzo, en honor del santo patrón de Navarra, llamada popularmente Javierada.
La Javierada es una de las peregrinaciones más importantes de las que se celebran en España, por la cantidad de participantes y por su influencia religiosa. Se realiza en honor al patrón de Navarra, San Francisco Javier, quien nació en este pueblo. Aunque en su mayoría y por tradición el peregrino llega a Javier a pie, desde hace ya varios años podemos ver peregrinos en bicicleta, patines, por carretera, por monte, entre otros.
Las fiestas populares comienzan el 2 de agosto, lanzando el chupinazo en la plaza del pueblo. El 3 de diciembre se celebra el día de San Francisco Javier.

## Personas destacadas
- San Francisco Javier (1506–1552), religioso y misionero navarro de la Compañía de Jesús – Festividad: 3 de diciembre.